# حمیدا جندوبی
حمیدا جندوبی (عربی: حميدة جندوبي، آوانگاری: Ḥamīda Jandūbī؛ ۲۲ سپتامبر ۱۹۴۹ – ۱۰ سپتامبر ۱۹۷۷) یک قواد و قاتل تونسی بود که در فرانسه به اعدام محکوم شد. او در سال ۱۹۶۸ به مارسی نقل مکان کرد و شش سال بعد الیزابت بوسکه ۲۲ ساله را ربود، شکنجه کرد و به قتل رساند. او در فوریه ۱۹۷۷ به اعدام محکوم شد و در سپتامبر همان سال با گیوتین اعدام شد. او آخرین فردی بود که در اروپای غربی به‌طور قانونی با سر بریدن اعدام شد. مارسل شوالیه مسئول انجام اعدام او بود.

## اوایل زندگی
جندوبی در ۲۲ سپتامبر ۱۹۴۹ در تونس به دنیا آمد و از سال ۱۹۶۸ در مارسی شروع به زندگی کرد و در یک فروشگاه مواد غذایی مشغول به کار شد. او بعداً به عنوان طراح کار می‌کرد اما در سال ۱۹۷۱ در محل کار دچار حادثه‌ای شد: پایش در مسیرهای تراکتور گیر کرد و در نتیجه دو سوم پای راستش از دست رفت.

## ادعای تن‌فروشی اجباری
در سال ۱۹۷۳، زنی ۲۱ ساله به نام الیزابت بوسکه، که جندوبی در حالی که پس از قطع عضو در بیمارستان با او آشنا شده بود، علیه او شکایت کرد و اظهار داشت که او تلاش کرده‌است او را وادار به تن‌فروشی کند.

## قتل الیزابت بوسکه
جندوبی پس از دستگیری و در نهایت آزادی تدریجی‌اش از بازداشت در بهار ۱۹۷۳، اعتماد دو دختر جوان دیگر را به خود جلب کرد و سپس آنها را مجبور به تن‌فروشی برای خود کرد. در ۳ ژوئیه ۱۹۷۴، او بوسکه را ربود و به خانه اش برد، جایی که در مقابل دیدگان دختران وحشت زده، زن را کتک زد و سیگار روشن را به سینه‌ها و ناحیه تناسلی او زد. بوسکه از این مصیبت جان سالم به در برد، ولی جندوبی او را با ماشین به حومه مارسی برد و در آنجا خفه کرد. 
جندوبی در بازگشت به دو دختر هشدار داد که از آنچه دیده‌اند چیزی نگویند.  جسد بوسکه در یک آلونک توسط پسری در ۷ ژوئیه ۱۹۷۴ کشف شد. یک ماه بعد، جندوبی دختر دیگری را ربود که موفق به فرار شد و او را به پلیس گزارش داد.

## محاکمه و اعدام
پس از یک پروسه پیش از محاکمه طولانی، جندوبی سرانجام در ۲۴ فوریه ۱۹۷۷ به اتهام شکنجه، قتل، تجاوز جنسی و خشونت از پیش برنامه‌ریزی شده در دادگاه ایکس آن پروونس حاضر شد. دفاع اصلی او حول محور تأثیرات احتمالی از دست دادن پایش شش سال قبل بود، که وکیلش مدعی شد که او را به سوءمصرف الکل و خشونت کشانده‌است و او را به «مردی متفاوت» تبدیل کرده‌است.
در ۲۵ فوریه، او به اعدام محکوم شد. درخواست تجدیدنظر او در ۹ ژوئن رد شد. در ۱۰ سپتامبر ۱۹۷۷، جندوبی در صبح زود مطلع شد که مانند قاتل کودکان کریستین رانوچی (اعدام در ۲۸ ژوئیه ۱۹۷۶) و ژروم کارین (اعدام در ۲۳ ژوئن ۱۹۷۷)اعدام خواهد شد و از رئیس‌جمهور والری ژیسکار دستن مهلت دریافت نکرده‌است کمی بعد، ساعت ۴:۴۰ جندوبی در زندان بومتس در مارسی با گیوتین اعدام شد.
در حالی که جندوبی آخرین فردی بود که در فرانسه اعدام شد، او آخرین فردی نبود که به اعدام محکوم شد.